# Семеошин, Вячеслав Андреевич
Вячеслав Андреевич Семеошин (27 марта 1941, Москва — 3 ноября 1992, Москва) — советский футболист, нападающий. Мастер спорта СССР.

## Биография
Воспитанник ДЮСШ «Крылья Советов» Москва. С 1959 года — в московском «Локомотиве». В 1960 году сыграл за клуб в чемпионате СССР 22 матча, забил четыре гола. В следующем году забил четыре гола в 24 матчах. В 1962 году провёл один матч. В 1963—1965 годах выступал за ярославский «Шинник», в 1964 году в чемпионате СССР в семи играх забил один гол. В 1966 году играл за «Шахтёр» Караганда и «Памир» Ленинабад.
Скончался 3 ноября 1992 года.